# Путивльский 127-й пехотный полк
127-й пехотный Путивльский полк — пехотная воинская часть Русской императорской армии. 
Полковой праздник — 15 июля, старшинство по состоянию на 1914 — 22 октября 1809 года.

## История полка
Полк составился в 1863 году из 4-го кадрового и резервных 5-го и 6-го батальонов Литовского пехотного полка как Литовский резервный полк, каждый из этих батальонов до 1884 имел собственную историю, но общее старшинство и знаки отличия. К августу 1863 полк приведен в трехбатальонный состав.
С 13 августа 1863 г. — Путивльский пехотный полк, с 25 марта 1864 - 127-й Путивльский пехотный полк.
В 1879 году сформирован 4-й батальон полка.
18 марта 1884 г. всем батальонам полка присвоено старшинство от даты формирования Свеаборгского Гарнизонного полка, как части, сформированной из его половины. Тогда же переписана и история части, ставшей таким образом до 1863 года копией истории Литовского пехотного полка, одновременно с этим уничтожалась история и изменялись знаки отличия батальонов, входивших в состав полка.
В 1909 полку пожаловано юбилейное георгиевское знамя с надписью «За Севастополь в 1854 и 1855 годах» с юбилейной александровской лентой «1809-1909».
Расформирован в январе 1918 года.

### Боевые Кампании полка (с 1863 года)
- Русско-турецкая война 1877—1878
- Первая мировая война

## Состав

### 1-й батальон полка
1-м батальоном полка с 1863 года стал 4-й батальон Литовского пехотного полка.

#### История батальона
Батальон сформирован 30 апреля 1802 года как 3-й батальон Углицкого мушкетерского полка, при сформировании батальону выдано два простых знамени, из числа пожалованных Углицкому мушкетерскому полку 30 октября 1798.
21 августа 1814 в батальоне оставлено 1 знамя, 7 октября 1822 пожаловано новое простое знамя без надписи.
9 мая 1830 назван 3-м резервным батальоном пехотного генерал-фельдмаршала графа фон дер Остен-Сакена полка, 16 февраля 1831 батальон перечислен в Литовский пехотный полк, составив его 3-й резервный батальон. 9 февраля 1834 стал 5-м резервным батальоном Литовского Егерского полка.
20 июня 1838 к знамени батальона пожалована юбилейная лента. 23 августа 1856 назван 4-м батальоном Литовского пехотного полка.
30 августа 1856 пожаловано георгиевское знамя с надписью «За Севастополь в 1854 и 1855 годах» и знаки нагрудные для офицеров и головные для нижних чинов с надписью: «За Севастополь с 13 сентября 1854 по 27 августа 1855 года».
6 апреля 1863 перечислен в новый Литовский резервный полк, составив его 1-й батальон.
17 апреля 1878 пожалованы знаки нагрудные для офицеров и головные для нижних чинов с надписью: «За Севастополь с 13 сентября 1854 по 27 августа 1855 года и за отличие в турецкую войну 1877 и 1878 годах».
Приказом от 18 марта 1884 старшинство батальона упразднено и юбилейная лента сдана в арсенал.

#### Боевые Кампании Батальона до 1884
- Война четвёртой коалиции
- Крымская война
- Русско-турецкая война 1877—1878

#### Знаки отличия батальона на 1884
- георгиевское знамя с надписью «За Севастополь в 1854 и 1855 годах» с юбилейной александровской лентой
- знаки нагрудные для офицеров и головные для нижних чинов с надписью: «За Севастополь с 13 сентября 1854 по 27 августа 1855 года и за отличие в турецкую войну 1877 и 1878 годах»

### 2-й батальон полка
2-м батальоном полка с 1863 года стал 5-й батальон Литовского пехотного полка.

#### История батальона
30 августа 1834 сформирован как запасной полубатальон №51 Литовского Егерского полка. 20 января 1842 запасной полубатальон №51 переформирован в 6-й запасной батальон Литовского Егерского полка.
10 марта 1854 стал 6-м резервным батальоном Литовского Егерского полка.
23 августа 1856 стал 5-м батальоном Литовского пехотного полка и все чины батальона уволены в бессрочный отпуск. 30 августа 1856 пожаловано георгиевское знамя с надписью «За Севастополь в 1854 и 1855 годах» и знаки нагрудные для офицеров и головные для нижних чинов с надписью: «За Севастополь с 13 сентября 1854 по 27 августа 1855 года».
Летом 1863 вновь собран из бессрочно-отпускных и рекрут как 2-й батальон Литовского резервного полка, вскоре ставшего Путивльским пехотным полком.
17 апреля 1878 пожалованы знаки нагрудные для офицеров и головные для нижних чинов с надписью: «За Севастополь с 13 сентября 1854 по 27 августа 1855 года и за отличие в турецкую войну 1877 и 1878 годах».
Приказом от 18 марта 1884 старшинство батальона упразднено и юбилейная лента сдана в арсенал.

#### Боевые Кампании Батальона до 1884
- Крымская война
- Русско-турецкая война 1877—1878

#### Знаки отличия батальона на 1884
- георгиевское знамя с надписью «За Севастополь в 1854 и 1855 годах» с юбилейной александровской лентой
- знаки нагрудные для офицеров и головные для нижних чинов с надписью: «За Севастополь с 13 сентября 1854 по 27 августа 1855 года и за отличие в турецкую войну 1877 и 1878 годах»

### 3-й батальон полка
3-м батальоном полка с 1863 года стал 6-й батальон Литовского пехотного полка.

#### История батальона
10 марта 1854 сформирован как 7-й запасной батальон Литовского Егерского полка, в том же году ему было выдано простое знамя без надписи.
23 августа 1856 стал 6-м батальоном Литовского пехотного полка и все чины батальона уволены в бессрочный отпуск.
Летом 1863 вновь собран как 3-й батальон Литовского резервного полка, вскоре ставшего Путивльским пехотным полком, при этом, как вновь собранному более чем наполовину из чинов прежнего 4-го и 5-го батальонов прежнего Литовского пехотного полка (см. историю 1го и 2го батальонов), были присвоены их старшинство(1708 года) и пожалованы:
- георгиевское знамя с надписью «За Севастополь в 1854 и 1855 годах» с юбилейной александровской лентой,
- знаки нагрудные для офицеров и головные для нижних чинов с надписью: «За Севастополь с 13 сентября 1854 по 27 августа 1855 года».

17 апреля 1878 пожалованы знаки нагрудные для офицеров и головные для нижних чинов с надписью: «За Севастополь с 13 сентября 1854 по 27 августа 1855 года и за отличие в турецкую войну 1877 и 1878 годах».
Приказом от 18 марта 1884 старшинство батальона упразднено и юбилейная лента сдана в арсенал.

#### Знаки отличия батальона на 1884
- георгиевское знамя с надписью «За Севастополь в 1854 и 1855 годах» с юбилейной александровской лентой
- знаки нагрудные для офицеров и головные для нижних чинов с надписью: «За Севастополь с 13 сентября 1854 по 27 августа 1855 года и за отличие в турецкую войну 1877 и 1878 годах»

#### Боевые Кампании Батальона до 1884
- Крымская война
- Русско-турецкая война 1877—1878

### 4-й батальон полка

#### История батальона
Сформирован 7 апреля 1879 из стрелковых рот 1-го, 2-го и 3-го батальонов, при сформировании батальону выдано простое знамя 8-го запасного батальона Литовского Егерского полка.

#### Боевые Кампании Батальона до 1884
Не участвовал.

#### Знаки отличия батальона на 1884
- простое знамя без надписи
- знаки нагрудные для офицеров и головные для нижних чинов с надписью: «За Севастополь с 13 сентября 1854 по 27 августа 1855 года и за отличие в турецкую войну 1877 и 1878 годах»

## Командиры полка
- 21.04.1863 — 14.05.1863 — полковник Каменский, Антон Фомич[11]
- 14.05.1863 — 25.04.1866 — полковник Нелидов, Семён Флегонтович
- 25.04.1866 — 10.07.1868 — полковник Соллогуб, Адриан Степанович
- 15.07.1868 — 16.04.1872 — полковник Горяинов, Дмитрий Иванович
- 04.05.1872 — 26.04.1878 — полковник Плаксин, Вадим Васильевич
- 01.06.1878 — 04.02.1891 — полковник Каменский, Владимир Михайлович
- 11.03.1891 — 16.09.1895 — флигель-адъютант полковник Матвеенко, Иван Григорьевич
- 24.09.1895 — 04.04.1900 — полковник Быков, Александр Николаевич
- 14.04.1900 — 28.06.1903 — полковник Малишевский, Иван Францискович
- 11.08.1903 — 21.06.1905 — полковник Заковенкин Павел Тимофеевич
- 28.08.1905 — 30.01.1908 — полковник Орлов, Дмитрий Дмитриевич
- 20.04.1908 — 29.12.1909 — полковник Склифасовский, Николай Николаевич
- 29.12.1909 — 19.11.1914 — полковник(с 14.11.1914 генерал-майор) Хростицкий, Анатолий Владимирович
- 03.12.1914 — 22.03.1916 — полковник Казанович, Борис Ильич
- 03.04.1916 — 27.09.1916 — полковник Дадонов, Василий Васильевич
- 14.11.1916 — 07.10.1917 — полковник Веденяев, Фёдор Михайлович
- 07.10.1917 — хх.хх.хххх — полковник Конецкий, Павел Игнатьевич

## Известные люди, служившие в полку
- капельмейстер Абрам Шахнович Рейдерман
- Казимир-Фортунат Андреевич Хроминский

## Знаки отличия полка к 1914
- юбилейное георгиевское знамя с надписью «За Севастополь в 1854 и 1855 годах» с юбилейной александровской лентой «1809-1909»
- знаки нагрудные для офицеров и головные для нижних чинов с надписью: «За Севастополь с 13 сентября 1854 по 27 августа 1855 года и за отличие в турецкую войну 1877 и 1878 годах»(во всем полку)

## Другие части этого имени
- Путивльский конный полк ландмилиции Существовал в 1727-1763. Стоял на Слободской Линии
- Путивльская инвалидная команда корпуса Внутренней Стражи. Сформирована 27 апреля 1811 г., упразднена в 1881, именуясь Путивльской местной командой